# Pär Ström

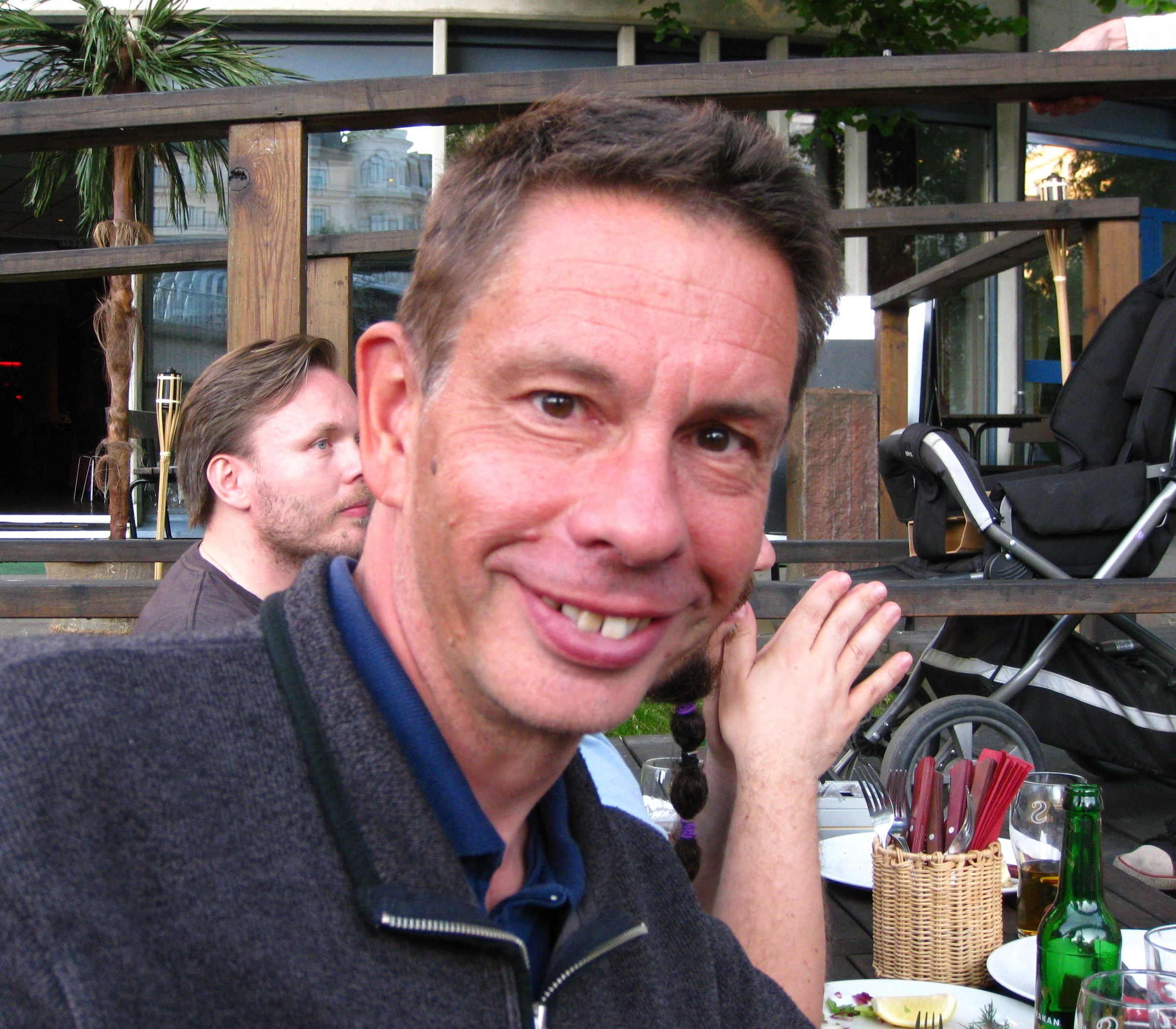
Pär Ström 2012

Pär Ström (* 30. August 1959 in Sollentuna) ist ein schwedischer Experte für Informationstechnologie.
Ström ist Diplomingenieur der Königlich Technischen Hochschule und freier Unternehmensberater im Bereich der Informationstechnologie. Speziell beschäftigt er sich mit der Auswirkung der digitalen Revolution auf die Gesellschaft, zum Beispiel in Sachen Datenschutz.

## Veröffentlichungen (Auszug)
- (aus dem Schwedischen übersetzt von Dieter Jakobik) Die Überwachungsmafia. Das lukrative Geschäft mit unseren Daten, München 2006. ISBN 3-453-62010-0
- Privatsphäre ist wie Sauerstoff (Memento vom 14. Mai 2007 im Internet Archive), in: Das Parlament Nr. 34/35 vom 21. August 2006.